# Tylogonus pichincha
Tylogonus pichincha es una especie de araña saltarina del género Tylogonus, familia Salticidae. Fue descrita científicamente por Galiano en 1985.
Habita en Ecuador.